# Championnat d'Italie féminin de handball
Le championnat d'Italie féminin de handball est le plus haut niveau de compétition de clubs féminins de handball en Italie.

## Palmarès
- 1970 Pareto Rome
- 1971 CUS Rome
- 1972 Scuola Germanica
- 1973 Scuola Germanica
- 1974 Montello Rome
- 1975 Del Tongo Arezzo
- 1976 Lem Rome
- 1977 Del Tongo Rome
- 1978 SSV Brixen
- 1979 SSV Brixen
- 1980 Mercury Bologne
- 1981 SSV Brixen
- 1982 SSV Brixen
- 1983 SSV Brixen
- 1984 SSV Brixen
- 1985 SSV Brixen
- 1986 PF Cassano Magnago
- 1987 PF Cassano Magnago
- 1988 PF Cassano Magnago
- 1989 PF Cassano Magnago
- 1990 PF Cassano Magnago
- 1991 PF Cassano Magnago
- 1992 PF Cassano Magnago
- 1993 PF Cassano Magnago
- 1994 PF Cassano Magnago
- 1995 PF Cassano Magnago
- 1996 PF Cassano Magnago
- 1997 PF Rimini
- 1998 PF Rimini
- 1999 De Gasperi Enna
- 2000 Eos Ina Syracuse
- 2001 Pidigi Dossobuono
- 2002 De Gasperi Enna
- 2003 HC Sassari
- 2004 Handball Salerne
- 2005 HC Sassari
- 2006 HC Sassari
- 2007 HC Sassari
- 2008 HC Sassari
- 2009 HC Sassari
- 2010 PDO HT Salerne
- 2011 PDO HT Salerne
- 2012 HC Teramo
- 2013 PDO HT Salerne
- 2014 PDO HT Salerne
- 2015 Indeco Conversano
- 2016 Indeco Conversano
- 2017 PDO HT Salerne
- 2018 PDO HT Salerne
- 2019 PDO HT Salerne
- 2020 Titre non-attribué
- 2021 PDO HT Salerne
- 2022 SSV Brixen
- 2023 PDO HT Salerne

## Bilan
| Club                  | Titres | Saisons                                                                                          |
| --------------------- | ------ | ------------------------------------------------------------------------------------------------ |
| Cassano Magnago       | 11     | 1985-86, 1986-87, 1987-88, 1988-89, 1989-90, 1990-91, 1991-92, 1992-93, 1993-94, 1994-95 1995-96 |
| PDO HT Salerno        | 9      | 2009-10, 2010-11, 2012-13, 2013-14, 2016-17, 2017-18, 2018-19, 2020-2021, 2022-2023              |
| Brixen Damen          | 8      | 1977-78, 1978-79, 1980-81, 1981-82, 1982-83, 1983-84, 1984-85, 2021-2022                         |
| HC Sassari            | 6      | 2002-03, 2004-05, 2005-06, 2006-07, 2007-08, 2008-09                                             |
| De Gasperi Enna       | 2      | 1998-99, 2001-02                                                                                 |
| PF Rimini             | 2      | 1996-97, 1997-98                                                                                 |
| Scuola Germanica      | 2      | 1971-72, 1972-73                                                                                 |
| Indeco Conversano     | 2      | 2014-15, 2015-16                                                                                 |
| HC Teramo             | 1      | 2011-2012                                                                                        |
| Handball Salerno (it) | 1      | 2003-04                                                                                          |
| Pallamano Dossobuono  | 1      | 2000-01                                                                                          |
| Eos Ina Siracusa      | 1      | 1999-00                                                                                          |
| Mercury Bologna       | 1      | 1979-80                                                                                          |
| Del Tongo Roma        | 1      | 1976-77                                                                                          |
| Lem Roma              | 1      | 1975-76                                                                                          |
| Del Tongo Arezzo      | 1      | 1974-75                                                                                          |
| Montello Roma         | 1      | 1973-74                                                                                          |
| CUS Roma              | 1      | 1970-71                                                                                          |
| Pareto Roma           | 1      | 1969-70                                                                                          |

## Classement EHF
Le coefficient EHF pour la saison 2020/2021 est :
| Rang | Évolution     | Rang 2019/20 | Championnat         | Coefficient |
| ---- | ------------- | ------------ | ------------------- | ----------- |
| 1    | en stagnation | (1)          | Nemzeti Bajnokság I | 162,50      |
| 2    | Entré         | (3)          | Super League        | 119,00      |
| 3    | Remplacé      | (2)          | Liga Naţională      | 106,67      |
| 4    | en stagnation | (4)          | Damehåndboldligaen  | 105,17      |
| 5    | en stagnation | (5)          | LFH                 | 95,00       |
| 6    | en stagnation | (6)          | Eliteserien         | 89,67       |
| 7    | en stagnation | (7)          | Bundesliga          | 68,83       |
| ...  |               |              |                     |             |
| 19   | Entré         | (22)         | Serie A Femminile   | 13,60       |

Évolution
| Année | 2007-2008 | 2008-2009 | 2009-2010 | 2010-2011 | 2011-2012 | 2012-2013 | 2013-2014 | 2014-2015 | 2015-2016 | 2016-2017 | 2017-2018 | 2018-2019 | 2018-2019 | 2020-2021 |
| Rang  | 21        | 21        | 22        | 26        | 25        | 22        | 22        | 25        | 26        | 24        | 25        | 23        | 22        | 19        |

Source : « cms.eurohandball.com », Fédération européenne de handball